# Jimmy Wilde
Jimmy Wilde, właśc. William James Wilde (ur. 15 maja 1892 w Quakers Yard, zm. 10 marca 1969 w Cardiff) – walijski bokser, zawodowy mistrz świata kategorii muszej.

## Życiorys

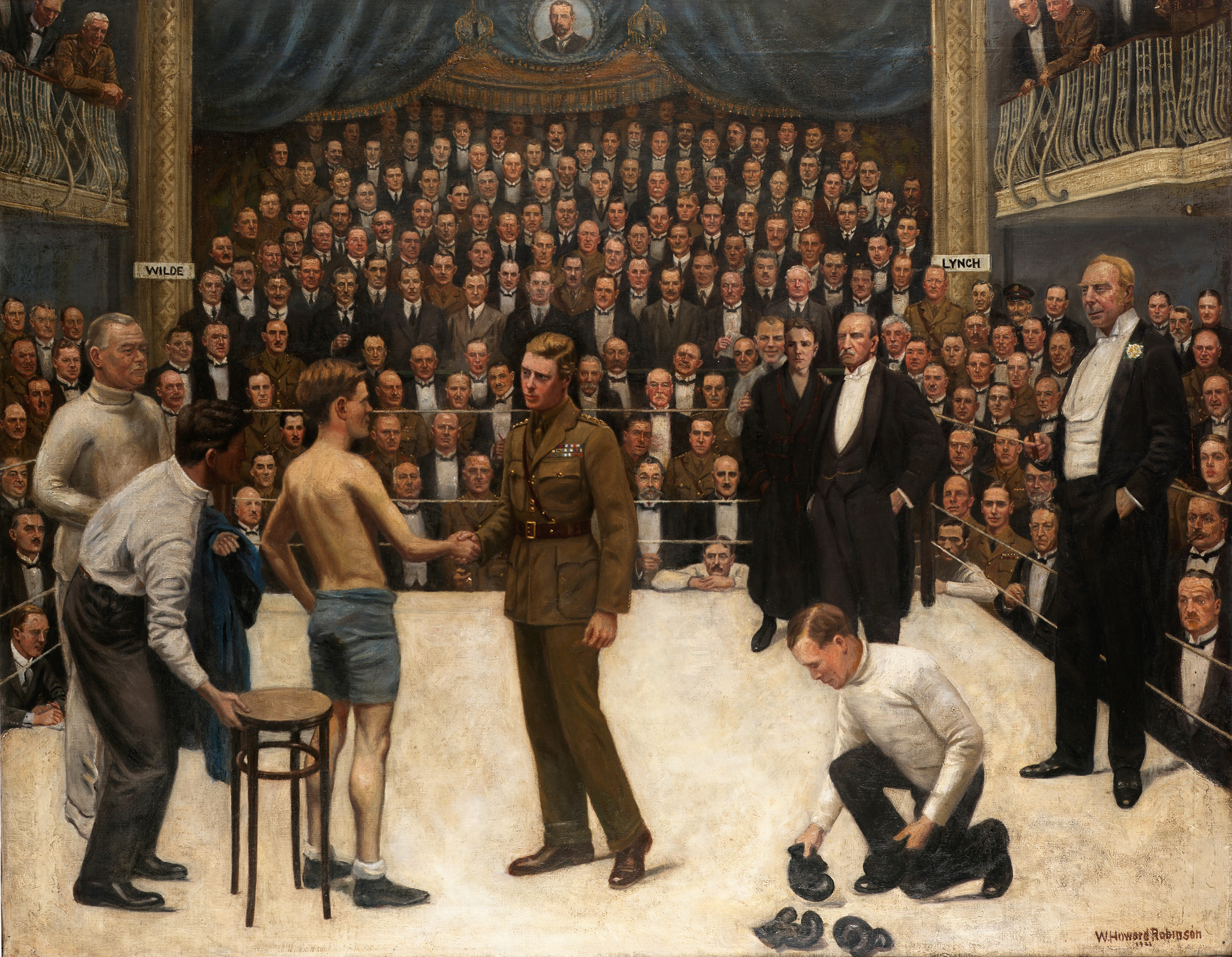
Książę Walii gratuluje Wilde'owi zwycięstwa nad Joem Lynchem (mal. William Howard Robinson)

Pochodził z ubogiej rodziny górniczej. Jako dziecko przeprowadził się wraz z rodzicami do Tylorstown. Pierwszą walkę zawodową oficjalnie stoczył w 1911, choć przypuszcza się, że walczył już w 1908.
1 stycznia 1913 zdobył mistrzostwo Wielkiej Brytanii w wadze do 98 funtów, po wygraniu przez techniczny nokaut w 18. rundzie z Billym Paddenem. 15 stycznia 1915 w Londynie próbował zdobyć wakujący tytuł mistrza Europy, a także mistrza świata federacji IBU w wadze muszej, lecz poniósł pierwszą w życiu porażkę z Tancym Lee przez techniczny nokaut w 17. rundzie.
Wilde uzyskał tytuł mistrza świata IBU (a także mistrza Wielkiej Brytanii) 14 lutego 1916, po pokonaniu w Londynie Joego Symondsa przed czasem w 12. rundzie. Pokonał w obronie obu tytułów Johnny’ego Rosnera (24 kwietnia 1916 w Liverpoolu) i Tancy'ego Lee, któremu odebrał tytuł mistrza Europy (26 czerwca 1916 w Londynie), a także Johnny’ego Hughesa (31 lipca 1916 w Londynie).
18 grudnia 1916 w Londynie Wilde wygrał przez techniczny nokaut w 11. rundzie z Young Zulu Kidem. Był to pierwszy pojedynek o powszechnie uznawany tytuł mistrza świata w wadze muszej. Wilde dwukrotnie obronił ten tytuł, wygrywając w Londynie z George’em Clarkiem 11 marca 1917 przez techniczny nokaut w 4. rundzie i z Dickiem Heasmanem 29 kwietnia 1918 przez poddanie w 2. rundzie. 31 marca pokonał w towarzyskiej walce przyszłego mistrza świata wagi koguciej Joego Lyncha. Po walce ówczesny książę Walii, późniejszy król Edward VIII, wszedł do ringu, by osobiście pogratulować zwycięzcy.
Pod koniec 1919 Wilde wybrał się do Stanów Zjednoczonych i Kanady, gdzie stoczył wiele walk, m.in. rewanż z Young Zulu Kidem. Powrócił do Europy w połowie roku 1920. 13 stycznia 1921 w Londynie zmierzył się z Pete’em Hermanem, byłym (i przyszłym) mistrzem świata w wadze koguciej. Herman zwyciężył przez techniczny nokaut w 17. rundzie.
Po tej walce Wilde pauzował przez dwa i pół roku. 18 czerwca 1923 w Nowym Jorku stoczył swą ostatnią walkę w obronie tytułu w wadze muszej, z Pancho Villą z Filipin. Nie był w stanie odpierać ataków znacznie młodszego rywala i przegrał przez nokaut w 7. rundzie. Po tej walce ostatecznie wycofał się z ringu.
Stoczył w sumie 150 walk, z których wygrał 132, przegrał 4, zremisował 1, 12 było no decision, a 1 no contest. W 1990 roku został wybrany do Międzynarodowej Bokserskiej Galerii Sławy.